# Архитектура городов СССР
«Архитектура городов СССР» — научно-популярная книжная серия, выпускавшаяся издательством Госстройиздат (реорганизованным из Издательства Академии архитектуры) с 1948 до 1964 год. Книги серии были посвящены старой и новой архитектуре тех крупных индустриальных городов СССР, которые не вошли в уже выходящие серии того же издательства «Архитектура Москвы», «Сокровища русского зодчества» и «Сокровища зодчества народов СССР». Книги были оформлены в похожей стилистике, в картонной обложке карманного формата.

## История серии
Создание книжной серии «Архитектура городов СССР» является примером возврата интереса советского общества к историческому наследию СССР после Великой Отечественной войны. 
В аннотированном каталоге-справочнике «Архитектурная книга за XV лет» 1949 года указывалось, что «в серии „Архитектура городов СССР“ намечены к выпуску небольшие монографии, посвященные столицам союзных республик, городам-героям, крупным промышленным центрам и т. д.».
Серия «Архитектура городов СССР» являлась продолжателем серии «Сокровища русского зодчества», однако в новой серии Государственным издательством архитектуры и строительства акцент был сделан на объекты послевоенного строительства. Курировала серию Академия архитектуры СССР, редакторами книг выступали В. В. Веснин, Д. Е. Аркин, И. И. Леонидов. Тексты изданий писались архитекторами на местах, а вышедшие книги фактически являлись презентацией их работы по восстановлению городов и результатов нового послевоенного строительства.
Книги серии содержали в себе историю планировки и застройки отдельных городов, описание наиболее выдающихся зданий, сооружений, архитектурных ансамблей.
Все издания серии были хорошо иллюстрированы. В целом серия носила научно-популярный характер. Для специалистов (архитекторов-градостроителей) была рассчитана серия «Опыт советской архитектуры».
Все книги серии выходили в одном формате (11,5 x 17 см), объемом от 1 до 2 печатных листов текста с альбомом иллюстраций.
Сворачивание выпуска серии начало происходить с 1959 года в связи с резким сокращением выпуска специальной (архитектурной) литературы. Так, например, из плана редакционной подготовки была исключена уже полностью готовая книга «Красноярск» выдающегося сибирского исследователя архитектуры Е. А. Ащепкова (1907—1983)

## Список книг серии по названиям
1. Барагин Д. Д., Белоцерковский И. И. Алма-Ата. — М.: Изд-во и 2-я тип. Гос. изд-ва архитектуры и градостроительства, 1950. — 60 с. — (Архитектура городов СССР).
2. Яралов Ю. С. Города Армении. — М.: Изд-во и 2-я тип. Гос. изд-ва архитектуры и градостроительства, 1950. — 103 с. — (Архитектура городов СССР).
3. Бретаницкий Л. С. Баку / Под общ. ред. В. Веснина, Д. Аркина и И. Леонидова. — М.: Изд. и тип. Изд-ва Акад. архитектуры СССР, 1949. — 41 с. — (Архитектура городов СССР).
4. Тельтевский П. А. Великий Устюг. — М.: Госстройиздат, 1960. — 152 с. — (Архитектура городов СССР).
5. Фехнер М. В. Вологда. — М.: Госстройиздат, 1958. — 215 с. — (Архитектура городов СССР).
6. Троицкий Н. В. Воронеж. — М.: Госстройиздат, 1959. — 118 с. — (Архитектура городов СССР).
7. Агафонов С. Л. Город Горький / Под общ. ред. В. Веснина, Д. Аркина и И. Леонидова. — М.: Изд. и тип. Изд-ва Акад. архитектуры СССР, 1949. — 40 с. — (Архитектура городов СССР).
8. Кудряшев В. И. Гродно. — М.: Госстройиздат, 1960. — 128 с. — (Архитектура городов СССР).
9. Шабаньянц Н. Ш. Грозный. — М.: Стройиздат, 1964. — 68 с. — (Архитектура городов СССР).
10. Васильковский С., Арефьев А. Гурьевский жилой городок / Под общ. ред. В. Веснина, Д. Аркина и И. Леонидова. — М.: Изд. и тип. Изд-ва Акад. архитектуры СССР, 1948. — 16, [20] с. — (Архитектура городов СССР).
11. Хан-Магомедов С. О. Дербент. — М.: Госстройиздат, 1958. — 123 с. — (Архитектура городов СССР).
12. Швидковский О. А. Днепропетровск. — М.: Госстройиздат, 1960. — 160 с. — (Архитектура городов СССР).
13. Яралов Ю. С. Ереван / Под общ. ред. В. Веснина, Д. Аркина и И. Леонидова. — М.: Изд. и тип. Изд-ва Акад. архитектуры СССР, 1948. — 56 с. — (Архитектура городов СССР).
14. Балдин В. И. Загорск. — М.: Госстройиздат, 1958. — 154 с. — (Архитектура городов СССР).
15. Самсонов П. А. Йошкар-Ола. — М.: Гос. изд-во лит. по стр-ву и архитектуре, 1951. — 60 с. — (Архитектура городов СССР).
16. Барагин Д. Д. Калинин. — М.: Гос. изд-во лит. по строительству и архитектуре, 1952. — 76 с. — (Архитектура городов СССР).
17. Фехнер М. В. Калуга. — М.: Госстройиздат, 1961. — 152 с. — (Архитектура городов СССР).
18. Бараг Т. Я. Караганда. — М.: Изд-во и 2-я тип. Гос. изд-ва архитектуры и градостроительства, 1950. — 35 с. — (Архитектура городов СССР).
19. Игнаткин И. А. Город Киев / Под общ. ред. В. Веснина, Д. Аркина и И. Леонидова. — М.: Изд. и тип. Изд-ва Акад. архитектуры СССР, 1948. — 40 с. — (Архитектура городов СССР).
20. Фехнер М. В. Коломна. — М.: Госстройиздат, 1963. — 143 с. — (Архитектура городов СССР). Книга переиздавалась в 1966 году.
21. Габель В. Ф., Гулин И. Н. Курск. — М.: Гос. изд-во архитектуры и градостроительства, 1951. — 88 с. — (Архитектура городов СССР).
22. Бретаницкий Л. С., Саламзаде А. Кировабад. — М.: Госстройиздат, 1960. — 136 с. — (Архитектура городов СССР).
23. Хомутецкий Н. Ф. Ленинград : Очерк архитектуры. — М.: Гос. изд-во лит. по строительству и архитектуре, 1953. — 212 с. — (Архитектура городов СССР).
24. Нестерова З. Н. Магнитогорск. — М.: Гос. изд-во лит. по строительству и архитектуре, 1951. — 64 с. — (Архитектура городов СССР).
25. Осмоловский М. С. Минск. — М.: Изд-во и 2-я тип. Гос. изд-ва архитектуры и градостроительства, 1950. — 34 с. — (Архитектура городов СССР).
26. Ащепков Е. А. Город Новосибирск / Под общ. ред. В. Веснина, Д. Аркина и И. Леонидова. — М.: Изд. и тип. Изд-ва Акад. архитектуры СССР, 1949. — 30 с. — (Архитектура городов СССР).
27. Невзорова Г. В. Петрозаводск. — М.: Изд-во и 2-я тип. Гос. изд-ва архитектуры и градостроительства, 1950. — 30 с. — (Архитектура городов СССР).
28. Ребайн Я. А. Ростов-на-Дону. — М.: Гос. изд-во архитектуры и градостроительства, 1950. — 46 с. — (Архитектура городов СССР).
29. Бондарь Н. А., Стешин И. Н. Саратов. — М.: Гос. изд-во архитектуры и градостроительства, 1951. — 123 с. — (Архитектура городов СССР).
30. Володин П. А. Свердловск / Под общ. ред. В. Веснина, Д. Аркина и И. Леонидова. — М.: Изд. и тип. Изд-ва Акад. архитектуры СССР, 1948. — 43 с. — (Архитектура городов СССР).
31. Белогорцев И. Д., Софинский И. Д. Смоленск. — М.: Гос. изд-во лит. по строительству и архитектуре, 1952. — 74 с. — (Архитектура городов СССР).
32. Пожарский А. Е. Сталинград / Под общ. ред. В. Веснина, Д. Аркина и И. Леонидова. — М.: Изд. и тип. Изд-ва Акад. архитектуры СССР, 1948. — 40 с. — (Архитектура городов СССР).
33. Светличный Б. Е., Габелко Н. К. Сталинск. — М.: Гос. изд-во лит. по строительству и архитектуре, 1954. — 80 с. — (Архитектура городов СССР).
34. Полупанов С. Н., Яралов Ю. С. Ташкент / Под общ. ред. В. Веснина, Д. Аркина и И. Леонидова. — М.: Изд-во и тип. Изд-ва Акад. архитектуры СССР, 1949. — 36 с. — (Архитектура городов СССР).
35. Беридзе В. В., Курдиани З. А., Рчеулишвили  Л. Д. Тбилиси. — М.: Гос. изд-во архитектуры и градостроительства, 1951. — 96 с. — (Архитектура городов СССР).
36. Квирквелия Т. Р. Тбилиси. — М.: Госстройиздат, 1961. — 124 с. — (Архитектура городов СССР).
37. Попов А. И. Томск. — М.: Госстройиздат, 1959. — 132 с. — (Архитектура городов СССР).
38. Голенко Е. И. Ульяновск. — М.: Госстройиздат, 1956. — 102 с. — (Архитектура городов СССР).
39. Лермонтов Н., Сахаутдинова М. Город Уфа / Под общ. ред. В. Веснина, Д. Аркина и И. Леонидова. — М.: Изд-во и тип. Изд-ва Акад. архитектуры СССР, 1948. — 32 с. — (Архитектура городов СССР).
40. Касьянов А. М. Харьков / Под общ. ред. В. Веснина, Д. Аркина и И. Леонидова. — М.: Изд. и тип. Изд-ва Акад. архитектуры СССР, 1949. — 47 с. — (Архитектура городов СССР).
41. Володин П. А. Челябинск. — М.: Изд-во и 2-я тип. Гос. изд-ва архитектуры и градостроительства, 1950. — 48 с. — (Архитектура городов СССР).